# Lagynochthonius kenyensis
Lagynochthonius kenyensis är en spindeldjursart som först beskrevs av Volker Mahnert 1986.  Lagynochthonius kenyensis ingår i släktet Lagynochthonius och familjen käkklokrypare. Inga underarter finns listade i Catalogue of Life.